# 太田俊穂
太田 俊穂（おおた としほ、1909年12月5日 - 1988年1月15日）は、日本の経営者・評論家。

## 人物・来歴
岩手県出身。東京外国語学校中退。東京日日新聞盛岡支局を経て、1944年岩手日報に入り、編集局長。岩手放送の開局に参与、1961年社長となる。1990年日本現代詩歌文学館初代館長となる。郷土史家としても知られ、多くの著作を書いた。

## 著書
- 『アリューシャン列島』日の出書院, 1942
- 『血の維新史の影に 明治百年のため』大和書房, 1965
- 『維新の血書 若き志士たちの生と死』(大和選書) 大和書房, 1967
- 『南部維新記 万亀女覚え書から』大和書房, 1973
- 『南部藩記 「内史畧」の世界』大和書房, 1975
- 『最後の南部藩士』新人物往来社, 1976
- 『北方史の残映 後藤寿庵から宮沢賢治まで』牧野出版, 1977.11
- 『無声映画時代劇の青春 阪妻・月形・大河内が甦る』大和書房, 1978.6
- 『城下町盛岡遺聞』大和書房, 1982.9
- 『四季の夕映え』岩手日報社, 1984.6
- 『風と流沙 私の随想ノートより』熊谷印刷出版部, 1987.7
- 『南部藩落日の譜』新人物往来社, 1987.9

### 編著
- 『幕末維新戊辰戦争事典』編. 新人物往来社, 1980.3
- 『楢山佐渡のすべて』編. 新人物往来社, 1985.12